# Église Saint-Pierre-et-Saint-Paul de Toulongergues
Pour les articles homonymes, voir Église Saint-Pierre-et-Saint-Paul.
L'église Saint-Pierre-et-Saint-Paul de Toulongergues est une église située en France dans le hameau de Toulongergues, sur la commune de Villeneuve, dans le département de l'Aveyron en région Occitanie.
Elle fait l'objet d'un classement au titre des monuments historiques depuis le 2 mai 1988.

## Description
Le village de Villeneuve possède un patrimoine architectural remarquable constitué de bâtiments, dont l'église attenante au château de Toulongergues, ancien logis du prieur, constitue l'élément le plus étonnant.
C'est une église préromane en double boîte. La nef de plan rectangulaire est plus haute et plus large que le chœur. Elle est couverte par une charpente. Le chœur est de plan carré, plus petit et plus bas. Elle est voûtée en berceau avec un chevet plat. Les angles extérieurs sont arrondis. 
L'église avait peu d'ouvertures pour l'éclairer. Deux fenêtres latérales de chaque côté de la nef placées à une grande hauteur. 
Dans le mur sud s'ouvrait par la «porte des morts», bouchée aujourd'hui, donnant accès au cimetière. Elle avait un arc légèrement outrepassé dont Marcel Durliat a montré que cette forme était courante au Xe siècle.
Les éléments qui sont restés à la suite des modifications faites au XVIIIe siècle montrent qu'il en était de même pour le portail occidental.
La voûte en berceau du chœur a disparu, mais il subsiste les amorces. L'arc triomphal a disparu. En vis-à-vis, le mur du chevet était orné d'un grand arc retombant sur deux colonnettes de grès. Un oculus s'ouvrait sous cet arc. Le percement d'une porte quand l'église a été transformée en grange a altéré ces dispositions. Une des colonnettes est sculptée avec un personnage de 50 cm de hauteur. L'église étant dédiée aux apôtres Pierre et Paul, la représentation semble montrer qu'il s'agissait de saint Paul. Sur l'autre colonnette devait se trouver saint Pierre. 
Des restes de peintures murales existent dans le chœur. Elles ont été décrites et analysées par Jacques Bousquet. Les peintures devaient recouvrir l'intégralité du chœur. Il en subsiste un saint nimbé, un agneau et une Ève en face d'un arbre stylisé. Des peintures subsistent dans des niches sur le mur nord. Jacques Bousquet a jugé qu'elles étaient les plus anciennes de tout le Midi.

## Historique

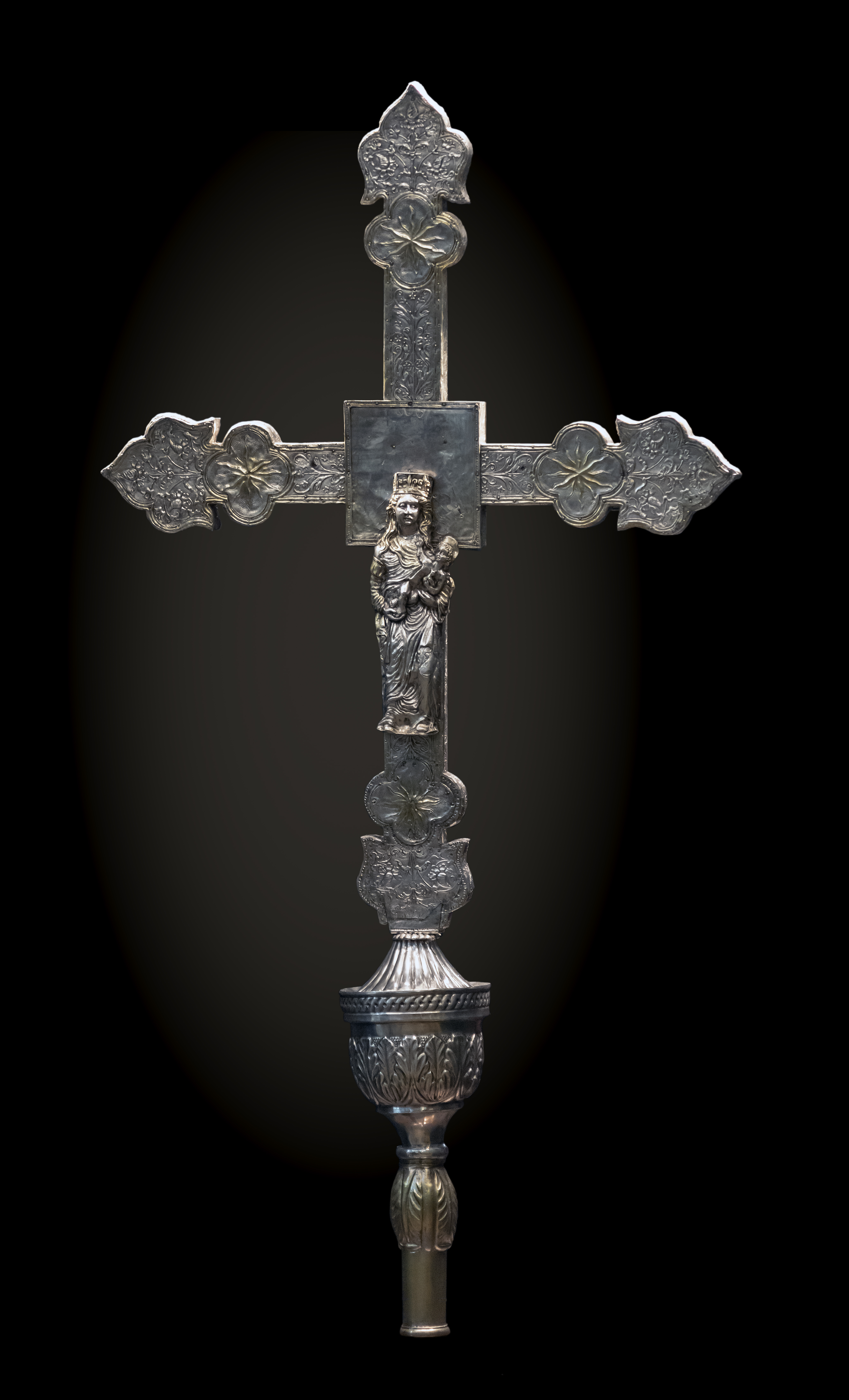
Croix processionnelle 1594.

Toulongergues appartenait aux domaines des seigneurs de Morlhon, propriétaires de la contrée. 
En 1051, Odil de Morlhon et son épouse Cécile partent en pèlerinage à Jérusalem, après s'être recueillis dans cette église, attestant ainsi son existence. L'église est dite préromane car datant au moins du Xe siècle.
Au XIIIe siècle, Toulongergues relève de l'évêque de Rodez, Raimond de Calmont d'Olt. En 1281, après un litige entre l'abbé de Moissac et l'évêque, Toulongergues devient dépendance de l'abbaye de Moissac.
La première trace de la résidence d'un prieur, date d'environ 1450, avec l'installation de noble Pons de Cardaillac, prieur de Villeneuve et prieur mage de Saint-Pons-de-Thomières. C'est lui qui fait reconstruire le manoir ainsi que la chapelle gothique.
Elle conserve une croix processionnelle en argent repoussée de l’orfèvre toulousain Raymond I Pieus. 
Elle est classée au titre des monuments historiques en 1988.

## Églises à angles arrondis du Rouergue
Depuis la découverte de l'église de Toulongergues par Jacques Bousquet en 1964, puis les études du chanoine Antoine Débat, plusieurs églises préromanes du même type ont été découvertes :
- église Saint-Clair dans le hameau de Saint-Loup à Causse-et-Diège,
- église Saint-Grat de Vailhourles,
- église Saint-Clair-et-Saint-Roch de La Vinzelle, à Grand-Vabre,
- église Saint-Martin de Cas, à Espinas,
- église Saint-Sixte de Paulhac, à Verfeil,
- église Saint-Étienne du Causse à Saint-Rome-de-Tarn,
- église Sainte-Appolonie de Ginouillac, à Espédaillac.